# طارق بندامو
طارق بندامو هو لاعب كرة قدم مغربي من مواليد 14 يناير 1985 بمدينة الدار البيضاء ، شغل مركز مهاجم بعدة أندية مغربية .
بندامو كان من بين اللاعبين الذين تألقوا ضمن صفوف المنتخب المغربي للشبان في كأس العالم للشباب 2005 التي أقيمت في هولندا،  حيث احتل المنتخب آنذاك المرتبة الرابعة .

## روابط خارجية
- طارق بندامو على موقع الاتحاد الدولي (مؤرشف)  (الإنجليزية)
- طارق بندامو على موقع قاعدة بيانات كرة القدم.إي يو (الإنجليزية)